# Paul Magnier
Pour les articles homonymes, voir Magnier.
Paul Magnier, né le 14 avril 2004 à Laredo au Texas, est un coureur cycliste français.

## Biographie

### Débuts cyclistes et carrière chez les amateurs
Fils de Laurent Magnier, ancien coureur amateur au Vélo Club de Vaulx-en-Velin, Paul Magnier est né à Laredo au Texas et vit aux États-Unis jusqu'à ses trois ans et son retour en France,. 
Il vit à Grenoble puis Besançon, où il est membre du pôle espoirs Voiron puis du pôle France Jeunes VTT. Membre en 2021 du Charvieu-Chavagneux IC, il pratique en priorité cette discipline mais également le cyclisme sur route et le cyclo-cross. Il remporte cette année-là sur route la Classic Jean-Patrick Dubuisson.
Sous le maillot de l'équipe de France juniors, il gagne en 2022 une étape du Tour du Pays de Vaud et envisage alors à partir de 2023 de privilégier le cyclisme sur route. En septembre, il gagne deux étapes du Giro della Lunigiana et prend la deuxième place du classement général. Il est également quatrième du championnat du monde sur route juniors. En VTT, Magnier est médaillé de bronze de cross-country des championnats du monde juniors.
Souhaitant pouvoir combiner cyclisme sur route et VTT, il s'engage pour 2023 avec la formation britannique continentale Trinity Racing et découvre alors des courses professionnelles. Il se classe deuxième de la quatrième étape du Tour du Limousin-Périgord-Nouvelle-Aquitaine, devancé par Hugo Page. Il est également médaillé de bronze du championnat d'Europe sur route espoirs.

### Carrière professionnelle

#### Depuis 2024: Soudal Quick-Step

##### 2024: cinq victoires pour la première année chez les professionnels
Suivi par la formation belge Soudal Quick-Step qui le convie à des stages durant l'année 2023, Paul Magnier signe en novembre 2023 un contrat avec cette équipe portant sur trois saisons.
Il signe sa première victoire professionnelle pour son premier jour de course en janvier 2024, s'imposant au sprint devant Alberto Dainese sur le Trophée Ses Salines-Felanitx. Le 12 février 2024, Paul Magnier s'impose lors de la 3e étape du Tour d'Oman, celle ci ayant été raccourcie pour des raisons climatiques ce qui a permis une arrivée au sprint, devançant son coéquipier Luke Lamperti et le Français Bryan Coquard,. 
Sous le maillot de l'équipe Soudal-Quick-Step Devo, il participe en juin au Tour d'Italie espoirs. Il y remporte deux étapes ainsi que le maillot vert du classement par points. 
Le 25 août, il monte pour la première fois sur le podium d'une course inscrite au calendrier de l'UCI World Tour en terminant deuxième de la Bretagne Classic à Plouay derrière Marc Hirschi mais devant Magnus Cort Nielsen, Arnaud De Lie et Thibau Nys. 
Le 3 septembre, il gagne la 1re étape du Tour de Grande-Bretagne à Kelso en Écosse, bien emmené dans les deux derniers kilomètres par ses coéquipiers Remco Evenepoel puis Julian Alaphilippe. Il signe une deuxième victoire lors de ce tour britannique sur la 4e étape arrivant à Newark-on-Trent et un troisième succès dès le lendemain à Northampton mais il chute et de doit abandonner pendant la dernière étape alors qu'il portait le maillot vert de leader du classement par points sur les épaules.

##### 2025
Pour son premier jour de course de l'année 2025, Magnier remporte l'étape inaugurale de l'Étoile de Bessèges en battant sur un sprint en bosse Jordi Meeus et Marijn van den Berg. Quelques jours plus tard, il règle le sprint du peloton sur la Figueira Champions Classic en prenant la deuxième place de l'épreuve.
Le 1er mars, il prend la deuxième place de la 80e édition du Het Nieuwsblad derrière le coureur norvégien de l'équipe Uno-X Mobility, Søren Wærenskjold. Trois jours plus tard, il se classe de nouveau deuxième au Samyn, battu au sprint de deux longueurs par Mathieu van der Poel. En mai, il participe à son premier Grand Tour en s'alignant sur le Tour d'Italie. Il réalise des tops 10 lors de trois étapes mais est non partant au début de la troisième semaine, souhaitant récupérer pour se concentrer sur d’autres objectifs.
En juin, il remporte trois courses belges en l'espace de huit jours : la Flèche de Heist à Heist-op-den-Berg, À travers le Hageland à Diest et le Tour des onze villes à Bruges devançant Jasper Philipsen de quelques centimètres.

## Palmarès sur route

### Junior et espoir
- 2021
  - Classic Jean-Patrick Dubuisson
- 2022
  - Grand Prix Hyper U
  - 2ea étape du Tour du Pays de Vaud
  - 4e étape du Tour du Valromey
  - 2eb et 3e étapes du Giro della Lunigiana
  - 2e du Giro della Lunigiana
  - 3e de la Classique des Alpes juniors
  - 4e du championnat du monde sur route juniors
- 2023
  - Pelousey Classic
  -  Médaillé de bronze du championnat d'Europe sur route espoirs
- 2024
  - 2e étape de la Course de la Paix-Grand Prix Jeseníky
  - 2e et 4e étapes du Tour d'Italie espoirs

### Professionnel
- 2024
  - Trofeo Ses Salines-Felanitx
  - 3e étape du Tour d'Oman
  - 1re, 4e et 5e étapes du Tour de Grande-Bretagne
  - 2e de la Bretagne Classic
- 2025
  - 1re étape de l'Étoile de Bessèges-Tour du Gard
  - Flèche de Heist
  - À travers le Hageland
  - Tour des onze villes
  - 4e étape du Tour de Pologne
  - 2e de la Figueira Champions Classic
  - 2e du Circuit Het Nieuwsblad
  - 2e du Samyn
  - 3e de la ADAC Cyclassics Hamburg

### Résultats sur les grands tours

#### Tour d'Italie
1 participation
- 2025 : non-partant (16e étape)

### Classements mondiaux
| Année                                 | 2023 | 2024 |
| ------------------------------------- | ---- | ---- |
| Classement mondial                    | 830e | 157e |
| UCI Europe Tour                       | nc   | 128e |
|                                       |      |      |
| Légende : nc = non classéSource : UCI |      |      |

## Palmarès en VTT

### Championnats du monde
- Les Gets 2022
  -  Médaillé de bronze de cross-country juniors

### Championnats de France
- 2021
  - 3e du championnat de France de cross-country juniors